# ツホカミ山の戦い
ツホカミ山の戦い（ツホカミやまのたたかい）は、治承3年（1179年）2月、治承・寿永の乱（源平合戦）に関係して伯耆国で起こった戦いのこと。

## 概要
この戦いは「原田氏系図」に見えるものであり、小鴨基保・野津蔵人仲吉と東郷家平らの間で行われた。具体的な兵の動員人数は不明であるが、平氏方に小鴨基保らが、源氏方に東郷家平らと分かれて戦った。同年2月22日、平氏方の東郷家平とその従兄弟の原田俊兼、俊家が基保らに討たれて死亡、基保側の勝利で終わった。

### 背景
この戦いには相当古くからあった紀氏対小鴨氏という東西の豪族間の対立と抗争が背景としてある。これに中央での源平合戦が影響し、源氏の紀氏、平氏の小鴨氏と中央の情勢を反映した構図が出来上がり、さらに抗争に油を注ぐことになった。加えて、小鴨氏には東伯耆の武士、紀氏には西伯耆の武士がつくことにより伯耆の内乱は大規模なものへと発展していった。ちなみに源氏方の東郷氏一族の本拠地は東伯耆の河村郡東郷である。河村郡は地域的にも小鴨氏の影響の濃いところであるはずだが東郷氏は相反する立場に属している。これには何らかの理由が存在したのであろうが今のところ一切分かっていない。

### 「ツホカミ山」の位置
ツホカミ山は「原田氏系図」によれば「当国」つまり「伯耆国内」にある山と考えられる。『淀江町誌』『東郷町誌』『新編倉吉市史』他多くで、現在の米子市淀江町にある壺瓶（つぼかめ）山（別称「坪上山」）と想定されている。